# Kerwyn de magiër
Kerwyn de magiër is het twintigste stripverhaal uit de reeks van De Rode Ridder. Het is geschreven door Willy Vandersteen en getekend door Frank Sels. De eerste albumuitgave was in 1964.

## Het verhaal
In een poging om tweedracht te veroorzaken aan het hof van koning Arthur lokt Modred Johan, Lancelot en Waleweyn, een jonge rondetafelridder naar het slot van de boze magiër Kerwyn. Deze slaagt erin om Waleweyn gevangen te nemen, en gedrogeerd te laten vechten tegen Lancelot. In deze strijd komt Waleweyn om. Na heel wat valstrikken omzeild te hebben kunnen Johan en Lancelot ten slotte de burcht binnendringen, en slagen ze erin Kerwyn te doden.